# Defensa índia antiga
|  | «Índia antiga» redirigeix aquí. Vegeu-ne altres significats a «Antiga Índia». |

La defensa índia antiga és una obertura d'escacs que es caracteritza pels moviments:
1.d4 Cf6
2.c4 d6
Aquesta obertura es diferencia de la defensa índia de rei en el fet que les negres desenvolupen el seu alfil de rei a e7 en comptes de fer el fianchetto a g7. Mikhaïl Txigorin va ser un dels impulsors d'aquesta defensa, a les darreries de la seva carrera.
L'índia antiga és considerada sensata, malgrat que el desenvolupament de l'alfil a e7 és menys actiu que el fianquet, i mai ha tingut tanta popularitat com l'índia de rei. Alguns jugadors d'índia de rei poden usar l'índia antiga per evitar alguns sistemes anti índia de rei, com ara les variants Sämisch i Averbakh.
L'obertura està classificada a l'Encyclopaedia of Chess Openings (ECO) sota els codis A53–A55.
|  |

## Línia principal
La línia principal de l'obertura és 3. Cc3 e5 4. Cf3 Cbd7 5. e4; les blanques també poden fer 4.dxe5 dxe5 5.Dxd8+, però malgrat el desplaçament del rei negre, és conegut des de fa molt que això no dona avantatge, per ex. 5...Rxd8 6.Cf3 Cfd7!, seguit de la combinació de moviments ...c6, ...Rd8–c7, ...a5, ...Ca6 i ...f6. La posició negra és sòlida, i la seva coordinació de peces és bona; el canvi de peons de les blanques al centre ha permès que les negres tinguin igual espai, i llibertat d'acció pel seu alfil de f8. 5... Ae7 6. Ae2 0-0 7. 0-0 c6 8. Te1 (o 8.Ae3) i les blanques estan tot just una mica millor.

## Variant Janowski
La variant Janowski, 3. Cc3 Af5, fou jugada per primer cop per Dawid Janowski els 1920, tot i que no va esdevenir popular fins als 1980. Diversos jugadors del màxim nivell l'han feta servir de vegades, entre ells Mikhaïl Tal, Bent Larsen, Florin Gheorghiu, i Kamran Shirazi.
La idea de la variant es basa en el fet que jugant 3...Af5, les negres eviten que les blanques guanyin avantatge d'espai de forma immediata jugant 4.e4.